# Przeźreń
Przeźreń (Sternoptyx diaphana) – gatunek wężorokształtnej ryby głębinowej z rodziny przeźreniowatych (Sternoptychidae). Występuje w wodach oceanicznych, głównie w strefie tropikalnej, na głębokościach 400–3676 m, zwykle 500–800 m. Ciało wysokie, silnie bocznie spłaszczone. Skierowana ku górze paszcza z dużym, wyłupiastym okiem, tuż za szczęką. Płetwa grzbietowa ze sterczącym kolcem.